# Tabanus nebulosus
Tabanus nebulosus är en tvåvingeart som beskrevs av De Geer 1776. Tabanus nebulosus ingår i släktet Tabanus och familjen bromsar. Inga underarter finns listade i Catalogue of Life.